# Brownisme
Le brownisme est une théorie médicale du XIXe siècle qui considère et traite les troubles provoqués par une excitation défectueuse ou excessive. Il a été développé par le médecin écossais John Brown et est décrit dans sa publication Elementa Medicinæ.
Le brownisme a eu beaucoup d'adeptes en Allemagne.

## Source
- (en) Cet article est partiellement ou en totalité issu de l’article de Wikipédia en anglais intitulé « Brunonian system of medicine » (voir la liste des auteurs).